# Siemowit
Siemowit va ser, segons les cròniques de Gallus Anonymus, el fill de Piast i Rzepicha. Es considera que va ser el primer governant de la Dinastia Piast. Se'l considera un dels quatre prínceps Piast llegendaris de Polònia.
Es convertia en el Duc de la tribu dels polans al segle ix després que el seu pare rebutjés prendre possessió del llegendari Ducat de Popiel, que segons la llegenda, va ser menjat pels ratolins, Siemowit era escollit com a duc per una assemblea popular (wiec). L'única menció de Siemowit, junt amb el seu fill Lestko i el net Siemomysł, ve en les cròniques de Gallus Anonymus.
Els noms d'aquests tres prínceps dels polans poden ser acurats si es considera que les cròniques de Gallus Anonymus només arribaven dos-cents d'anys després que el seu regnat acabés. Però és també possible que aquests noms fossin inventats. Per això normalment es considera a Miecislau I el primer rei de Polònia i de la dinastia Piast.